# Danza en cuclillas

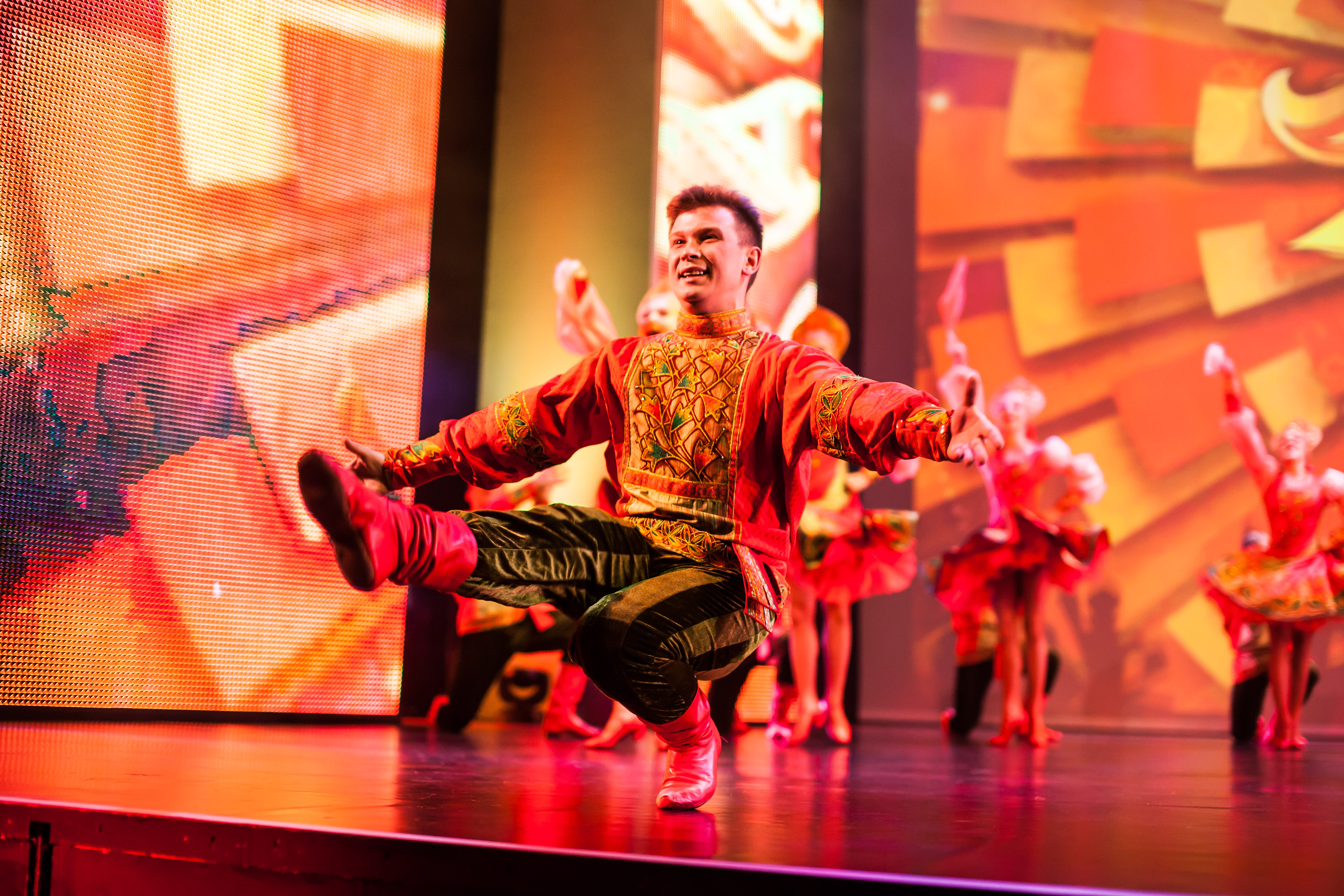
Bailarín ruso haciendo la danza en cuclillas, en ruso se llama prisyadka.

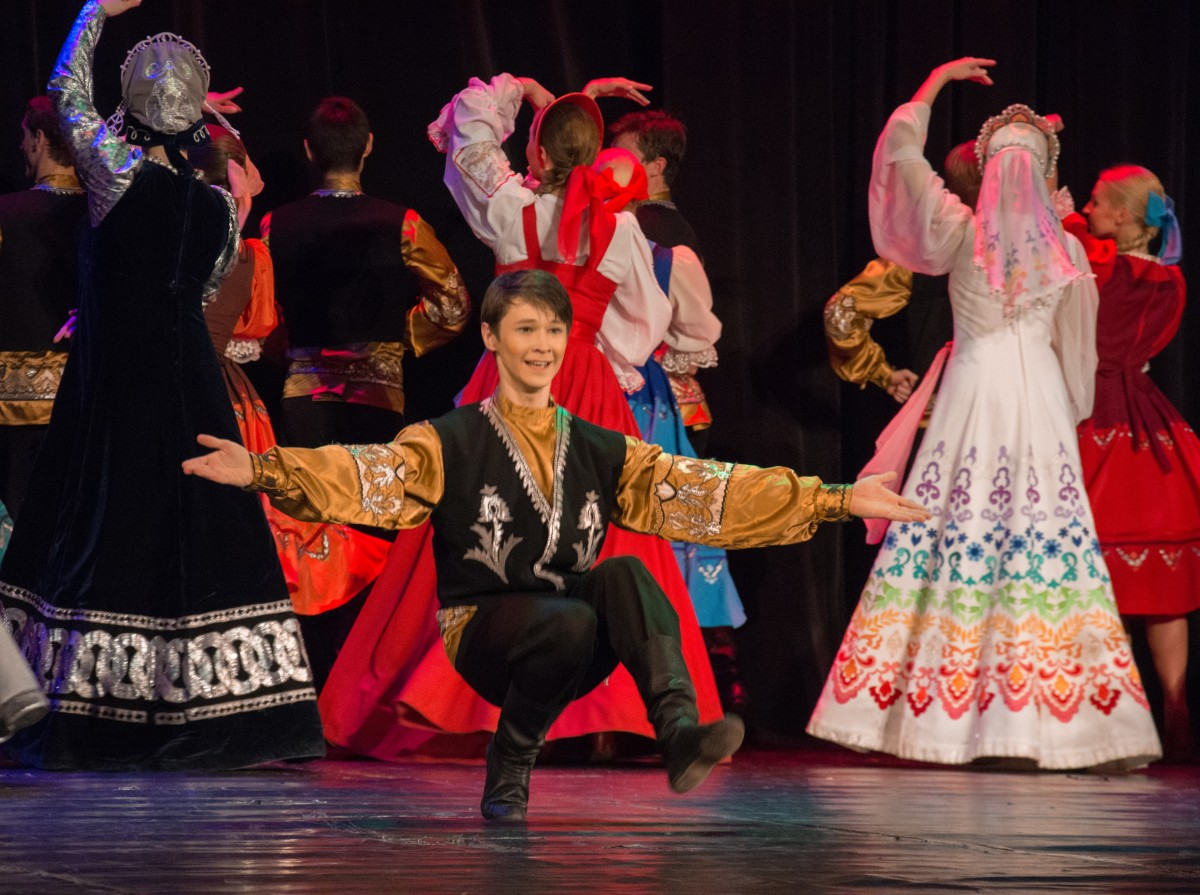
El conjunto folclórico ruso Berezka realiza una danza tradicional con un niño que está en cuclillas.

La danza en cuclillas (en ruso: прися́дка, prisyádka) es una danza folclórica eslava oriental. La cultura eslava oriental surgió en los pueblos eslavos, urálicos, germánico (vikingos) y turcos, influenciada por las culturas orientales y occidentales de Asia y Europa, principalmente de Escandinavia y las regiones bálticas, así como de las culturas nómadas de las estepas euroasiáticas. La danza en cuclillas se originó en las regiones donde vivían los eslavos orientales (y más tarde donde aparecieron los estados de Rusia, Bielorrusia y Ucrania en Europa antes del Rus de Kiev). Además de los países de habla eslava oriental, la danza en cuclillas también se usa hasta cierto punto en las danzas indias.
La danza en cuclillas es una característica propia de la cultura popular rusa. Con patadas al aire, giros y movimientos de pisadas, es uno de los elementos principales de los bailes rápidos rusos. La danza en cuclillas aparece en bailes rusos como Barynya, Leto, Kalinka, Yablochko, Trepak, Kozachok y otros. La danza en cuclillas se realiza solo por hombres.
Mientras los bailarines se ponen en cuclillas con los brazos cruzados, patean con las piernas, alternando entre patadas altas y bajas. Normalmente se acelera la velocidad de movimiento de las piernas y camina en cuclillas. Algunos bailarines se ponen en cuclillas con los pies en el suelo mientras que otros permanecen de puntillas. El baile exige músculos tensos y buen equilibrio.

## Historia
La danza en cuclillas se desarrolló principalmente a partir de la cultura de los eslavos orientales. En los pueblos de la antigua Rusia se celebraban concursos de bailarines. La gente apostaba por aquellos bailarines que pensaban que ganarían. El ganador recibía un obsequio material o dinero y los obsequios se compartían con la tripulación. La danza en cuclillas existía en la antigua Rusia como danza de baile y de lucha.